# Это было прекрасно
«Это было прекрасно» (укр. Це було чудово) — двадцять дев'ята пісня українського гурту «ВІА Гра».

## Відеокліп
29 квітня 2015 року на платформі YouTube відбулася презентація кліпу. У пристрасному кліпі виконавиці постали в богемних образах фатальних жінок, які падають до ніг чоловіка.
Режисером кліпу виступив Сергій Солодкий.

### Критика
Викликав осуд у мережі сюжет самого ролика. Як текст композиції, так і підібрані кадри показують вищість чоловіка та жінку, яка повністю від нього залежить. Апогеєм цього став момент, коли учасниці «ВІА Гри» стають на коліна перед героєм кліпу. Саме цей момент не сподобався фанатам, оскільки вони вважають його «ганебним»:

Найганебніший момент, коли вони в ноги їм впали. Ніколи дівчина не повинна ставати перед кимось на коліна, крім своєї дитини.

## Учасники запису
- Анастасія Кожевнікова
- Міша Романова
- Еріка Герцеґ